# Саєнко Сисой Григорович
Сисой Григорович Саєнко (1878—1971) — український педагог, перший директор школи в селі Білки (нині Борова) у 1911—1913 роках. Був першим учителем та наставником всесвітньо відомого тенора, народного артиста СРСР Івана Семеновича Козловського.

## Біографія
Народився в 1878 році в небагатій, але інтелігентній родині. Батьки надали йому освіту в духовній семінарії в Києві. Під час практики в селах Яблунівка та Щамраївка на Білоцерківщині зустрів свою майбутню дружину Дарину, яка співала в церковному хорі. У 1905 році в них народилася донька Євгенія.
У 1911—1913 роках працював першим директором однокласного училища в селі Білки (нині Борова). Там він став першим учителем Івана Козловського, розпізнавши його талант і прищепивши любов до музики та рідної землі.
Після роботи в Боровій викладав у одній з київських шкіл, а доньку Євгенію віддав до жіночої гімназії на Фундуклеївській вулиці. Відмовився зректися церковного сану заради посади директора школи, що призвело до його заслання в сталінські табори. Хатина де бував у дочки Євгенії Сисой Саєнко розташована у селищі Борова, Київської області,  вона і досі містить згадки про Сисоя Григоровича, там є його фото, листи а ще там розташована майстерня художника Легкий Василь Юрійович